# Saint-Hilaire-sur-Puiseaux

Saint-Hilaire-sur-Puiseaux este o comună în departamentul Loiret din centrul Franței. În 1 ianuarie 2022 avea o populație de 154 de locuitori.